# Останні залпи
Останні залпи (рос. Последние залпы) — радянський чорно-білий художній військовий фільм 1960 року, знятий режисером Леоном Сааковим на кіностудії «Мосфільм».

## Сюжет
За однойменною повістю Юрія Бондарєва. Події фільму відбуваються у 1945 році. У Карпатах біля кордонів із Чехословаччиною йдуть останні бої Німецько-радянської війни. На цій ділянці фронту вже ніхто не чекає на великі військові операції. Всі бачать попереду мирне життя. Німецьке угруповання, вийшовши з кільця оточення, стрімко прямує до міста Маріце, куди увійшли словацькі партизани. Невелика артилерійська батарея капітана Новікова (Юрій Назаров) отримує завдання за будь-яку ціну затримати німецькі танки.

## У ролях
- Юрій Назаров — Дмитро Новиков, капітан
- Валентина Куценко — Олена Колоскова
- Олег Лозовський — Віктор Альошин, молодший лейтенант
- Володимир Ліппарт — Порохонько, навідник
- Олександр Стрельников — Рємєшков
- Юрій Кірєєв — Овчинников, командир першого взводу, лейтенант
- Володимир Голуб — Володя Богатенков, заряджаючий
- Михайло Козаков — Горбачов, командир відділення розвідки, старшина
- Борис Кожухов — Гулько, командир дивізіону, майор
- Іван Бондар — Саприкін, парторг
- Данило Нетребін — Степанов, навідник
- Кирило Столяров — Іржи, чех
- Петро Должанов — капітан-інтендант
- В'ячеслав Березко — епізод
- Іван Парамонов — Сужиков
- Юрій Расташанський — епізод
- В. Ольгін — епізод
- Ю. Пушминцев — епізод
- Микола Смирнов — Лягалов, замковий
- Леонід Юхін — Васечкін
- Віктор Большаков — телефоніст

## Знімальна група
- Режисер — Леон Сааков
- Сценаристи — Юрій Бондарєв, Леон Сааков
- Оператор — Микола Олоновський
- Композитор — Мойсей Вайнберг
- Художник — Микола Маркін